# رمز کونامی

رمز کونامی

رمز کونامی، که در ژاپن به نام فرمان کونامی  (به ژاپنی: コナミコマンド) شناخته می‌شود، یک کد جرزنی است که در بازی‌های کونامی ظاهر می‌شود. این کد در بازی‌های دیگر که ساخت کونامی نیز نیستند هم استفاده می‌شود این کد نخستین‌بار در سال ۱۹۸۶ در بازی گرادیوس استفاده شد این کد همچنین در صفحه اصلی فیس‌بوک و گوگل ریدر نیز استفاده می‌شود.
این کد به این صورت است.
↑ ↑ ↓ ↓ ← → ← → B A